# Operazione Tumbler-Snapper
La serie di test nucleari denominata Operazione Tumbler-Snapper si riferisce alle detonazioni nucleari condotte dagli Stati Uniti d'America in diverse aree del poligono nucleare denominato Nevada Test Site, dal 1º aprile a 5 giugno del 1952. La serie fu la terza effettuata dagli Stati Uniti nel sito di test nevadese e, nella cronologia delle operazioni statunitensi, fu preceduta dall'Operazione Buster-Jangle e seguita dall'Operazione Ivy, la prima condotta anch'essa nel Nevada Test Site e la seconda condotta nei Pacific Proving Grounds, su suolo marshallese.
L'operazione fu condotta dalla Joint Task Force 7 (JTF-7), che incorporava sia personale civile che militare ma che era di fatto organizzata con una struttura militare. In tutto, essa contava quasi 20 000 elementi, tra cui militari dell'esercito, impiegati civili federali e operatori facenti parte del Dipartimento della Difesa (DOD) e della Commissione per l'energia atomica degli Stati Uniti d'America (AEC).
In occasione di quattro degli undici test condotti, furono effettuate anche esercitazioni militari, classificate con il nome di Desert Rock IV, volte ad allenare l'orientamento e la capacità di manovra delle truppe un in teatro di guerra nucleare. A tali esercitazioni presero parte fino a 7 350 soldati, i quali si esercitarono attivamente durante i test Charlie, Dog e George ed assistettero solamente al test Fox.

## Scopo

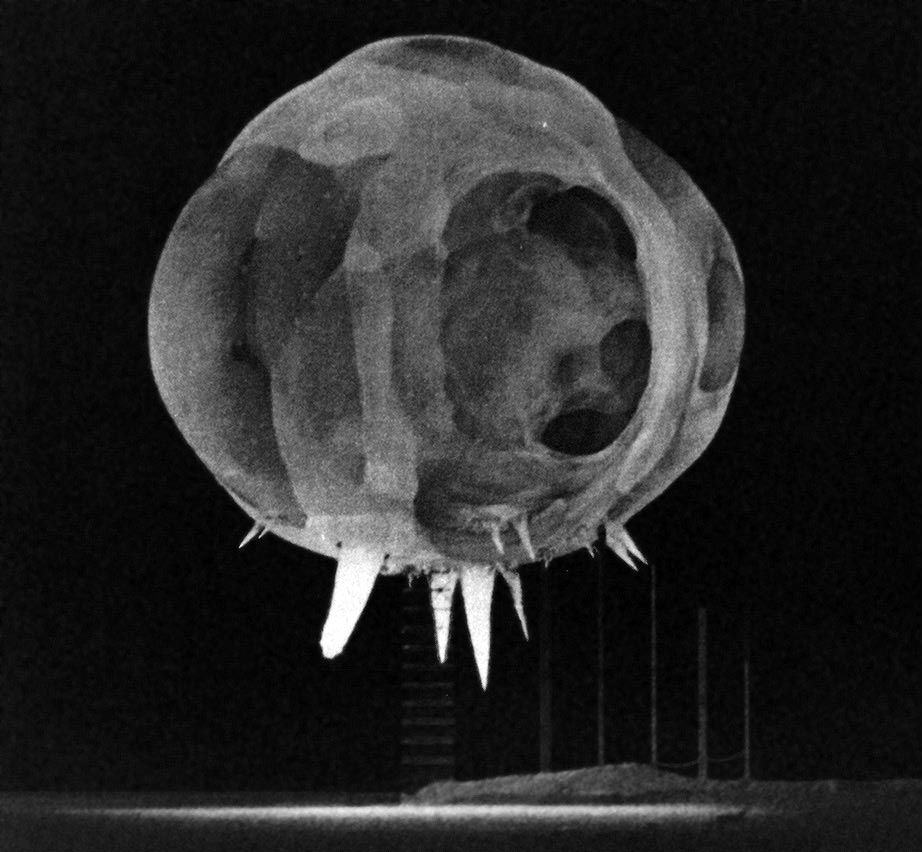
Un'immagine scattata pochi millisecondi dopo la detonazione di uno degli ordigni dell'operazione Tumbler-Snapper. La torre usata per la detonazione è ancora parzialmente visibile sotto la palla di fuoco, mentre le punte che si proiettano verso il basso sono chiamate in gergo "rope tricks" (in inglese, letteralmente: "trucchi della corda").

Come la maggior parte delle altre operazioni svolte su suolo statunitense, anche l'operazione Tumbler-Snapper fu effettuata per testare la sicurezza e l'affidabilità dei componenti di ordigni che sarebbero stati poi testati, in tutta la loro potenza, nei territori pacifici dei Pacific Proving Grounds, lontano dal suolo continentale.
 Così come l'operazione Tumbler-Snapper preparò il terreno per l'operazione Ivy, infatti, allo stesso modo l'operazione Upshot-Knothole, successiva alla Ivy, preparerà il terreno per l'operazione Castle.

L'operazione Tumbler-Snapper, può essere divisa in due spezzoni principali. Il primo, denominato fase Tumbler e sponsorizzato dalla AEC, fu costituito da tre test durante i quali furono sganciate tre bombe nucleari a caduta libera, le cui detonazioni avevano lo scopo di far capire i motivi delle differenze che nei test precedenti si erano manifestate tra i danni attesi e quelli effettivamente realizzati dalle onde d'urto delle detonazioni. Inoltre, un altro scopo dei test era quello di individuare la migliore altitudine a cui far avvenire la detonazione, ossia la quota dalla quale l'onda d'urto generata, impattando con il terreno, avrebbe provocato più distruzione possibile.

La seconda fase, denominata Snapper e sponsorizzata dal DOD, comprese un test a caduta libera e quattro test con detonazioni avvenute su torre; tutti e cinque i test avevano come scopo quello di testare diversi nuovi componenti di ordigni nucleari, ad esempio iniziatori modulari e riflettori neutronici.

## Test
| Nome    | Data e ora (UT)            | Fuso orario locale | Sito                            | Altitudine + quota | Modalità, Scopo                          | Tipo di ordigno  | Potenza | Fallout                             | Fonti                         | Note |
| ------- | -------------------------- | ------------------ | ------------------------------- | ------------------ | ---------------------------------------- | ---------------- | ------- | ----------------------------------- | ----------------------------- | --- |
| Able    | 1º aprile 1952, 17:00:07,5 | PST (-8 ore)       | NTS Area 5 36.7983°N 115.9364°W | 940 m + 240 m      | A caduta libera, effetto degli armamenti | Mk-4             | 1 kt    | Rilevato I-131, 140 kCi (5 200 TBq) | [ 4 ] [ 5 ] [ 6 ] [ 7 ] [ 1 ] | Noccioli in uranio-235, uguale a quello del l'ordigno usato nel test Able dell'Operazione Ranger. |
| Baker   | 15 aprile 1952, 17:29:57,1 | PST (-8 ore)       | NTS Area 7 37.0841°N 116.0203°W | 1280 m + 340 m     | A caduta libera, effetto degli armamenti | Mk-4             | 1 kt    | Rilevato I-131, 140 kCi (5 200 TBq) | [ 4 ] [ 5 ] [ 6 ] [ 7 ] [ 1 ] | |
| Charlie | 22 aprile 1952, 17:30:10,0 | PST (-8 ore)       | NTS Area 7 37.0844°N 116.0211°W | 1280 m + 1050 m    | A caduta libera, effetto degli armamenti | Mk-4             | 31 kt   | Rilevato I-131, 4,6 MCi (170 PBq)   | [ 4 ] [ 5 ] [ 6 ] [ 7 ] [ 1 ] | Possibile test di un nocciolo di nuova concezione. Fu la prima detonazione nucleare a essere trasmessa in diretta televisiva. Assieme al test fu condotta una delle esercitazioni militari Desert Rock IV. |
| Dog     | 1º maggio 1952, 16:29:59,1 | PST (-8 ore)       | NTS Area 7 37.0841°N 116.0211°W | 1280 m + 320 m     | A caduta libera, sviluppo di armamenti   | TX-7             | 19 kt   | Rilevato I-131, 2,9 MCi (110 PBq)   | [ 4 ] [ 5 ] [ 6 ] [ 7 ] [ 1 ] | Fu testato la fusione del deuterio gassoso per amplificare la fissione. Furono fatte indagini sulla natura dei "rope tricks". Assieme al test fu condotta una delle esercitazioni militari Desert Rock IV. |
| Easy    | 7 maggio 1952, 12:14:59,3  | PST (-8 ore)       | NTS Area 1 37.053°N 116.1064°W  | 1294 m + 90 m      | Da torre, sviluppo di armamenti          | Mk-12 "BROK-1"   | 12 kt   | Rilevato I-131, 1,8 MCi (67 PBq)    | [ 4 ] [ 5 ] [ 6 ] [ 7 ] [ 1 ] | Primo utilizzo di un riflettore neutronico (in gergo chiamato "tamper") di berillio. |
| Fox     | 25 maggio 1952, 11:59:59,6 | PST (-8 ore)       | NTS Area 4 37.0955°N 116.1064°W | 1300 m + 90 m      | Da torre, sviluppo di armamenti          | TX-5 "XR1"       | 11 kt   | Rilevato I-131, 1,6 MCi (59 PBq)    | [ 4 ] [ 5 ] [ 6 ] [ 7 ] [ 1 ] | Progettato per testare la curva tempo di innesco della fissione/potenza. Test di calibrazione per l'iniziatore modulare di neutroni al polonio/berillio modello TOM. Assieme al test fu condotta una delle esercitazioni militari Desert Rock IV, con 1 450 soldati che assistettero all'esplosione da 6,4 km di distanza per poi avvicinarsi all'epicentro dell'esplosione. |
| George  | 1º giugno 1952, 11:54:59,8 | PST (-8 ore)       | NTS Area 3 37.048°N 116.022°W   | 1229 m + 90 m      | Da torre, sviluppo di armamenti          | TX-5 "XR-2"      | 15 kt   | Rilevato I-131, 2,2 MCi (81 PBq)    | [ 4 ] [ 5 ] [ 6 ] [ 7 ] [ 1 ] | Come iniziatore fu testato un betatrone esterno che sparava raggi X nel nocciolo inducendo la produzione di neutroni per fotofissione. Assieme al test fu condotta una delle esercitazioni militari Desert Rock IV. |
| How     | 5 giugno 1952, 11:55:00,3  | PST (-8 ore)       | NTS Area 2 37.1386°N 116.1187°W | 1370 m + 90 m      | Da torre, sviluppo di armamenti          | TX-12 "Scorpion" | 14 kt   | Rilevato I-131, 2,1 MCi (78 PBq)    | [ 4 ] [ 5 ] [ 6 ] [ 7 ] [ 1 ] | Anche in questo caso fu testato un tamper in berillio. |

1. ↑  Gli Stati Uniti d'America, la Francia e il Regno Unito chiamano ogni loro singolo test con un nome in codice, mentre Unione Sovietica e Cina, salvo rari casi, non lo fanno, quindi i loro test sono identificati solo da numeri. Un trattino seguito da un numero indica un membro di un test a salve.
2. ↑  Per convertire l'ora universale in ora locale, si deve aggiungere alla prima il numero tra parentesi.
3. ↑  Nome del luogo e corrispettive coordinate. Nel caso di test missilistici, viene indicato il luogo di lancio del missile prima del luogo della detonazione. Mentre alcune località possono essere indicate con sicurezza, nel caso, ad esempio, di esplosioni in alta atmosfera, le indicazioni possono essere piuttosto inaccurate.
4. ↑  Con "altitudine" si intende l'altezza rispetto al livello del mare del terreno posto direttamente sotto l'esplosione, mentre con "quota" si intende la distanza tra tale punto e l'esplosione. Nel caso di test missilistici, il livello del terreno è indicato con "N/A". L'assenza di numeri o altre indicazioni sta a significare che il valore è sconosciuto.
5. ↑  L'energia liberata espressa in chilotoni e megatoni.